# Интегумент

Диаграмма семязачатка, интегументы окрашены в голубой цвет

Интегуме́нт (от лат. integumentum — покрывало, покров) — термин, служащий в биологии для обозначения покрова (оболочки) организма или его части. Широко применим в ботанике. Иногда, преимущественно по отношению к членистоногим, используется в зоологии.

## Интегумент в ботанике

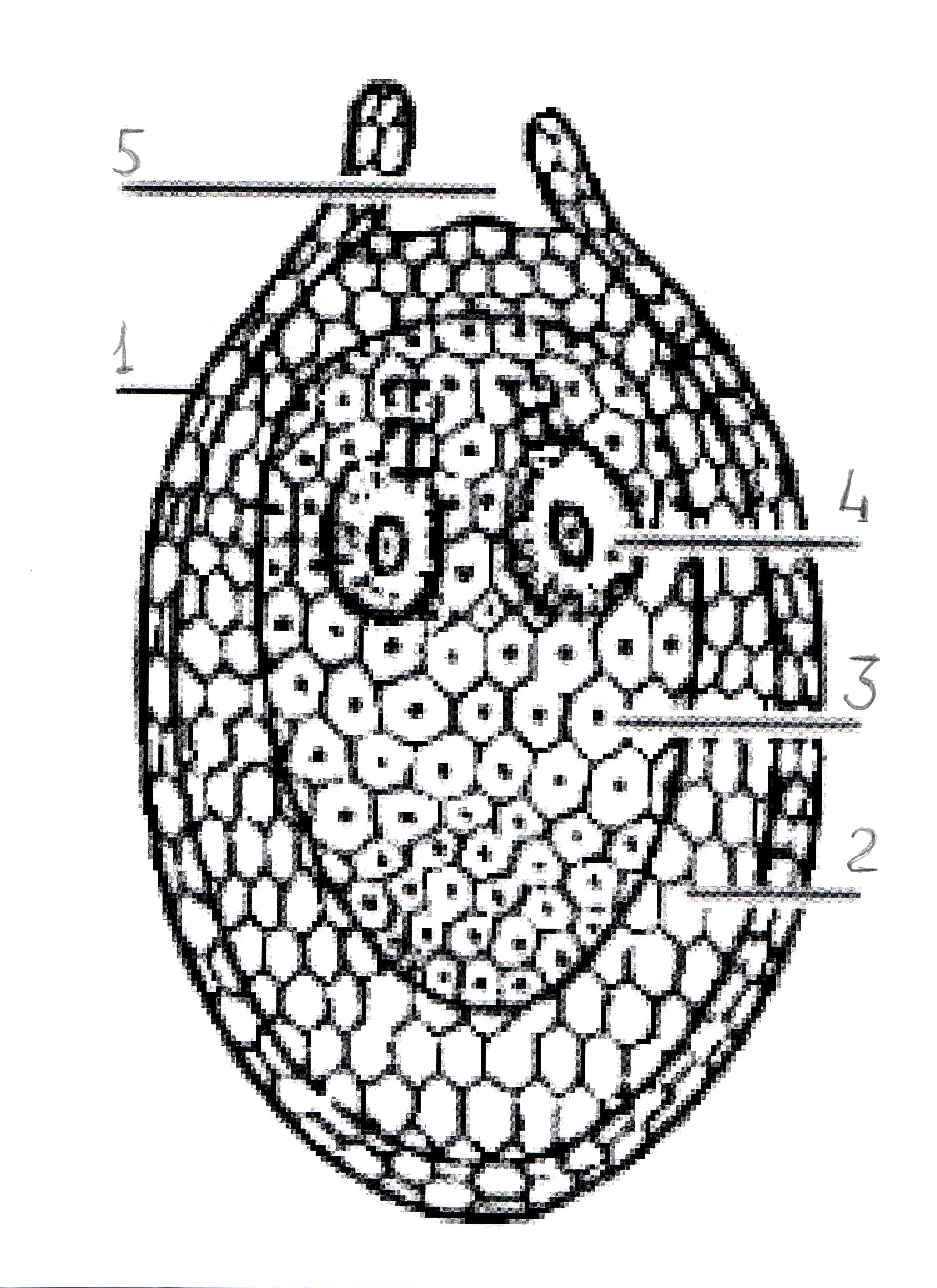
Схема семязачатка: 1 — интегумент;
2 — нуцеллус; 3 — эндосперм; 4 — архегоний; 5 — микропиле

Интегументом называют внешнюю часть семязачатка (семяпочки) высших растений, которая окружает и защищает его центр — нуцеллус. На вершине семяпочки интегумент образует канал для входа пыльцевой трубки — микропиле. После оплодотворения интегумент становится семенной кожурой.

### История названия
Первоначально считалось, что развивающийся семязачаток, обычно, как бы покрыт двумя слоями мембран. Интегумент, при этом, описывали выражением «наружная мембрана семени», хотя, исследования и показывали, что истинной мембраной является лишь внутренняя. Со временем, термин перешёл на обе эти мембраны, но стал подразделяться на наружный и внутренний интегументы.

### Разновидности интегумента
Как правило, интегумент бывает:
- однослойным — унитегмальные семязачатки, преимущественно у спайнолепестных из двудольных растений
- двухслойным — битегмальные семязачатки, почти у всех однодольных и многих двудольных растений

Степень развитие интегумента разных растений также различна. У ряда паразитных встречается даже крайняя редукция, вплоть до инициальных клеток. Полное отсутствие интегумента наблюдается лишь в недифференцированном семязачатке.
У некоторых цветковых растений было описано три интегумента. К третьему относили ариллус.

### Гипотезы происхождения интегумента
Какая-либо однозначная информация по филогении интегумента отсутствует, поэтому его происхождение, как и морфологическое значение, остается не полностью ясным. Возможно, что в разных порядках голосемянных растений интегументы не гомологичны.
Одной из вполне правдоподобных теорий подтверждаемых исследованиями, является, так называемая, «синангиальная» гипотеза, предложенная в 1908 году английским палеоботаником Маргаритой Бенсон (англ. Margarita Benson). В соответствии с ней, интегумент представляет собой кольцо сросшихся между собой и подвергшихся стерилизации спорангиев, которые окружают центральный функционирующий мегаспорангий. Микропиле, в этом случае, соответствует первоначальному промежутку между верхушками спорангиев, то есть, семязачаток, по сути — синангий, у которого все, кроме одного, спорангия стерилизовались и образовали интегумент единственного, фертильного (продуцирующего споры), спорангия.
Другая теория, так называемая, теломная, была разработана немецким ботаником Вальтером Циммерманом. С её точки зрения, интегумент представляет собой результат срастания вокруг одного спороносного — периферических, изначально вегетативных теломов (от греч. telos — конец). Теломная теория вполне согласуется с палеоботаническими находками, а именно, с обнаруженными праголосеменными и вымершими голосеменными — семенными папоротниками.
Каково бы ни было истинное происхождение интегументов, в эволюционном смысле, они всё равно представляют новое образование, родившееся с возникновением семян и свойственное только семенным растениям.

## Интегумент в зоологии
В зоологии термин интегумент преимущественно используется по отношению к членистоногим для обозначения их внешней оболочки или её частей. Примером этого могут служить описания Apalonia seticornis, Meronera venustula или Sminthurconus grimaldi.